# Kommunal- og amtsrådsvalg 2001
Kommunal- og amtsrådsvalget 2001 i Danmark blev afholdt tirsdag den 20. november 2001 for valgperioden 1. januar 2002 til 31. december 2005.
Ved valgene til kommunalbestyrelser var der i alt 4.154.800 stemmeberettigede vælgere i landets 275 kommuner. 3.532.231 af disse stemte hvilket svarer til stemmeprocent på 85,0 %. 60.185 eller 1,7 % af stemmerne var ugyldige. Ved valgene til kommunalbestyrelser var der i alt 3.665.962 stemmeberettigede vælgere i landets 14 amtskommuner. 3.153.806 af disse stemte hvilket svarer til stemmeprocent på 86,0 %. 124.319 eller 3,9 % af stemmerne var ugyldige.
Stemmeprocenten var markant højere end ved de forrige Kommunal- og amtsrådsvalg 1997, hvor 70,1 % af de stemmeberettigede vælgere stemte ved kommunalvalgene, og 71,4 % ved amtsrådvalgene. Danmarks Statistik antager at årsagen til dette var at kommunal- og amtsrådsvalgene i 2001 blev afholdt samtidig med folketingsvalget 2001, da valgdeltagelsen traditionelt er højere ved folketingsvalg end til kommunalvalg.

## Mandatfordeling

### Amtsråd
| 129 | 15 | 35 | 23 |  | 24 | 139 |  |  |

| 272 | 102 |

### Kommunalbestyrelser
| 1551 |  | 444 |  | 237 |  |  | 1666 |  |  | 443 |

| 3393 | 1254 |